# 沙米·拿斯利
沙米·拿斯利（法語：Samir Nasri，1987年6月26日—）是一位前法國職業足球員，司職進攻中場。
拿斯利速度不算快但腳法細膩，加上他的祖籍是北非國家阿爾及利亞，因此拿斯利在出道後不久，便被外界譽為前法國國腳施丹「真正」的接班人。他與賓施馬、賓艾化、文尼斯被譽為「法國87四大新星」。
2021年9月26日，拿斯利宣布正式退役。

## 球會生涯

### 馬賽
早在2004/05的賽季，拿斯利已為马赛於法國甲組聯賽中亮相，當時他只有17歲。他在法甲的首個賽季上陣過24次，當中有13次是正選上陣，並取得一個入球。在之後的一年，他的入球數字得到改善，但他在整個賽季內仍只能攻入兩個入球。然而，他協助球隊於季前的圖圖盃中勝出，令馬賽得以出席歐洲足協盃，他並上陣了10場比賽。另外，馬賽在當季成功打入法國盃決賽，但可惜拿斯利未能協助球隊成功奪標而回。
在2006/07賽季，拿斯利的上陣機會愈來愈多，漸漸成為球隊的主力成員。在2007年4月29日，他在馬賽對索察的比賽中攻入重要一球，協助球隊以4-2勝出，全取3分，馬賽並且得以攀升到聯賽榜的第四位，距離取得來季歐洲賽資格的位置邁進了一大步。結果，他還打了兩場比賽，馬賽在球季末段愈戰愈勇，最終更取得聯賽亞軍，成功得到來季歐冠盃的參賽席位。
2007年5月20日，拿斯利力壓里昂前鋒本澤馬、雷恩的拜仁特等一眾年輕球員，獲選為法甲聯賽年輕的年度最佳球員。此外，拿斯利亦得到馬賽的球迷選為球會的年度最佳球員。
2007年夏天，馬賽陣中的法國國腳翼鋒里貝里離隊他投，拿斯利在球隊變得更加重要。拿斯利的表現已令不少歐洲球會均表示有興趣收購他，例如英超球會阿仙奴和曼城，甚至西班牙勁旅皇家馬德里。然而，拿斯利已表明不急於離隊，並認為自己應在法甲進一步證明實力。

### 阿仙奴

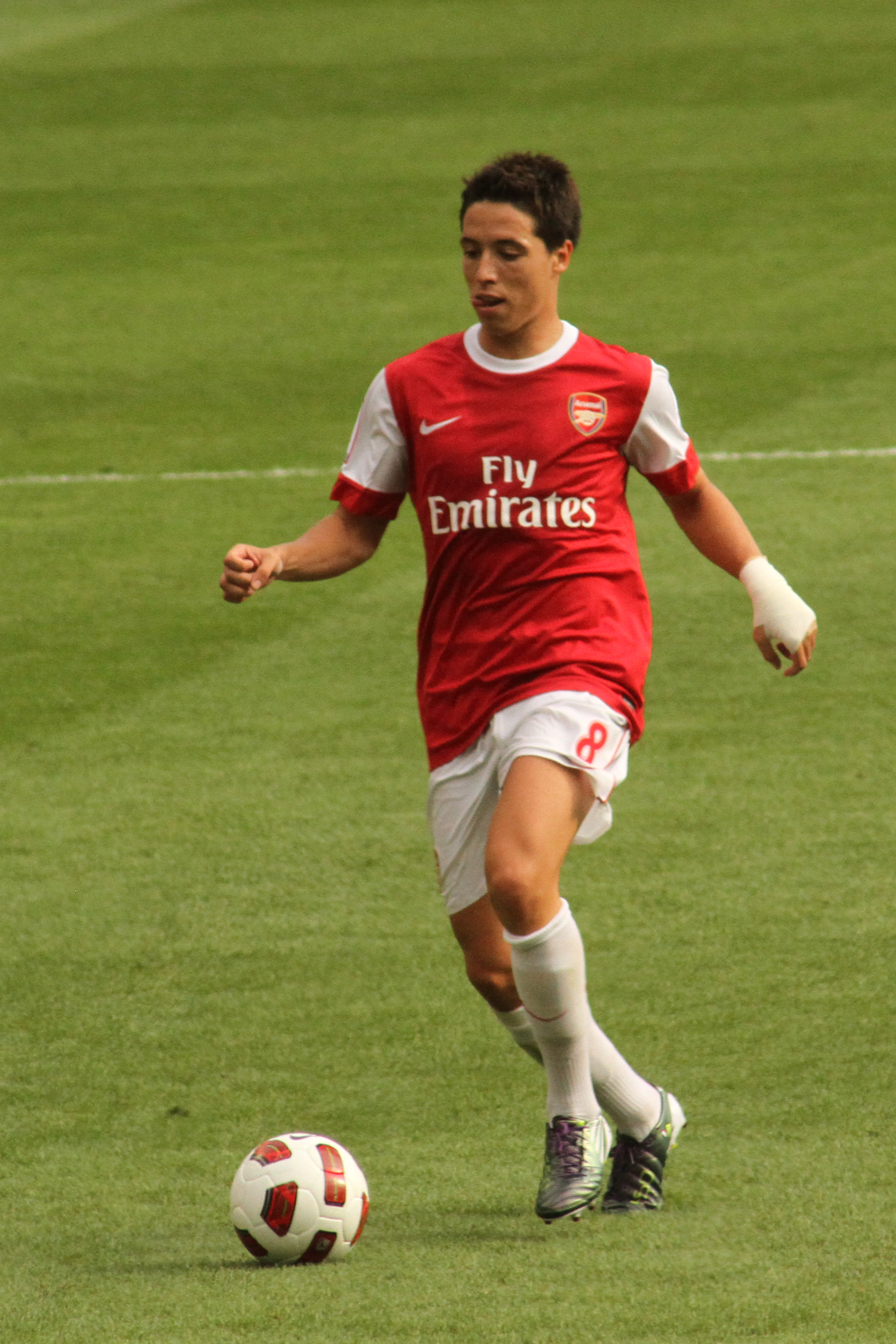
拿斯利2010-2011年效力阿仙奴時

2008年7月11日阿仙奴獲得拿斯利首肯加盟，簽約4年，轉會費沒有透露，估計高達1,200萬英鎊。外界認為拿斯利加盟是要代替離隊的希比，而加盟後的首季便為球隊在各項賽事合共上陣44次，取得7個入球及5個助攻的好成績。
09/10季初拿斯利重傷缺陣，直到2010年3月才重返賽場，康復後表現也非常出色。拿斯利在阿仙奴的第二個球季在各項賽事合共上陣34次，取得5個入球及5個助攻，出色的表現更被指可取代經常被傳會離隊的法比加斯。
10/11赛季，纳斯里迎来了在阿森纳俱乐部的大爆发，至今已经攻入15粒入球，并奉献4次助攻。尤其是对阵富勒姆的比赛中，上下半场踏雪无痕般的入球帮助球队2比1力克对手。在足总杯中的受伤以及法布雷加斯回归后场上位置的调整使得纳斯里在下半赛季略显暗淡，但是如今他对球队的作用已经不言而喻。也正是由于在俱乐部的出色表现，纳斯里荣膺2010法国足球先生。

### 曼城及以後
儘管拿斯利在冬季和夏季的離隊新聞鬧的熱烘烘，也被多間名門球會虎視眈眈，最後於2011年8月23日拿斯利以2,400萬英鎊轉投曼城。在曼城的期間，拿斯利協助球隊成為英超冠軍(2次)及英格蘭聯賽杯冠軍。
2016年8月31日，曼城宣佈把拿斯利租借到西甲的塞維利亞一個賽季。2017年8月21日，拿斯利以350萬歐元轉投土超球會安塔萊亞。在為安塔萊亞於聯賽上陣八場及取得兩個進球後，球會跟拿斯利在2018年1月31日同意取消合約。
2018年2月22日，由於曾經在2016年接受靜脈注射治療，歐洲足球協會聯盟宣布纳斯里被禁赛六个月。同年8月1日，纳斯里的禁赛期被延长至18个月。
2018年12月31日，纳斯里跟韋斯咸簽下一紙到2018-19赛季末的合約。
2019年7月5日，纳斯里以自由转会的方式签约比利时安德莱赫特俱乐部。他于2020年被解约。

## 國家隊
拿斯利曾參與法國不同年齡組別的國家隊，例如16、17、18、19和21以下國家隊。他只是約14歲時，已入選了法國17歲以下國家隊。他更協助法國17歲以下國家隊取得2004年歐洲足聯U-17錦標賽冠軍，拿斯利並在決賽中攻入致勝一球。
在2007年，他首次入選法國國家隊的名單。2007年3月28日，拿斯利首次為法國隊上陣，對手為奧地利。在這場友誼賽中，他的一個自由球助攻賓施馬取得入球。在2007年6月6日，拿斯利在法國對格魯吉亞的2008年歐洲國家盃外圍賽中取得他在國家隊的首個入球，這個入球亦成為該場比賽的唯一一個入球。
拿斯利不負眾望地入選2008年歐洲國家盃決賽週法國大軍名單，年僅20歲是隊中年齡最小的一員。然而群星雲集的法國隊在本屆錦標賽中卻並沒有展現出應有的風采，1平2負排名“死亡之組”倒數第一早早出局，而拿斯利以後補身份在兩場比賽中上陣，合共上陣32分鐘的比賽。其中與意大利的比賽令他非常無奈，列貝利受傷後拿斯利替換出場，然而在16分鐘後法國隊後衛艾比度因犯規被紅牌罰下，領隊杜明尼治竟然把拿斯利換離場。
2010年，儘管拿斯利在球會表現不俗，但卻意外落選2010年世界盃的出戰名單。
2014年8月10日，拿斯利表示正式退出法國國家隊，原因是因為在2014年世界盃時，平時在球會有不俗表現的拿斯利不被法國國家隊主帥迪甘斯所選入30人的世界盃名單中，而拿斯利已在早前明言已為自己的國家隊前途落下了決定，強烈暗示將會退隊，只待適當時候才作公佈，經過近1周時間的「冷靜期」後，該名27歲法國國腳仍然未有改變初衷，正式宣佈退出法國國家隊。
27歲的拿斯利2006年首次代表國家隊上陣，過去8年一共為「雄雞」上陣過41次，攻入過5球。

## 荣誉
馬賽
- 歐洲足協圖圖盃 冠軍：2005年

曼城
- 英格蘭超級聯賽 冠軍：2012年,2014年

法國國家隊
- 歐洲U-17足球錦標賽 冠軍：2004年

個人
- 法國甲組足球聯賽年度最佳青年球員：2006/07年
- 法國甲組足球聯賽最佳陣容：2006/07年
- 法國足球先生：2010年

## 外部連結
- 足球数据库：沙米·拿斯利的球员统计数据